# Cueva de Trapeza
La cueva de Trapeza (en griego, σπήλαιο Τράπεζας) o cueva de Cronio (en griego, Κρόνιο Σπήλαιο) es una gruta ubicada en el borde noroeste de la meseta de Lasithi, a unos 860 m de altitud y cerca del pueblo de Tzermiado, en la isla de Creta (Grecia).
La tradición la asocia, al igual que la cueva del Ida, con el mito en el que Rea escondió a Zeus en una cueva para evitar que Crono lo devorara.
En la cueva, que fue excavada por John Pendlebury en 1935, se han realizado hallazgos que indican que fue un lugar que se utilizó como residencia desde el periodo Neolítico final hasta el periodo minoico antiguo I. Posteriormente, desde el minoico antiguo II hasta el minoico medio I, su parte externa se usó como lugar donde se realizaban enterramientos, dentro de pithoi, de habitantes del asentamiento que se originó en la cercana colina de Kastelos. El lugar también se utilizó como santuario y probablemente fue un lugar de producción de cerámica del llamado «estilo Vasilikí».
En esta cueva se han encontrado objetos que abarcan desde el periodo neolítico hasta la época bizantina. Entre los hallazgos más destacados figura un escarabeo egipcio de la XII dinastía, dos figurillas de marfil que representan un mono y una cabeza humana, sellos cuyos ejemplares más antiguos son del periodo minoico antiguo I, y once vasos de Jamezi procedentes de Malia.